# Nuits de Champagne
Le festival Nuits de Champagne est un festival du département de l’Aube. Il fut créé sous sa première forme en 1988 à l’initiative de la ville de Troyes, du conseil général de l'Aube et du conseil régional de Champagne-Ardenne, rejoints par la direction régionale des Affaires culturelles et de la communauté du grand Troyes.
Le festival se produit pendant la première semaine des vacances de la Toussaint. Depuis 1993, un, deux ou trois auteurs-compositeurs sont les invités d'honneur, devenant l'emblème du festival et donc de la ville de Troyes. Celui-ci se déroule dans les différents espaces culturels de la ville avec près de 25 concerts. La programmation des spectacles est élaborée avec les artistes invités sur le principe de la « Carte Blanche », le principe étant que les artistes programmés sont des connaissances des artistes à l’honneur ou font partie de leurs influences musicales. La particularité de ce festival musical sont ses deux concerts chanson chorale autour de l’univers artistique de l’artiste, l’un ouvre le festival et l’autre le clôture. Les titres du répertoire des auteurs-compositeurs y sont interprétés par les choristes.
Les Nuits de Champagne organisent également l’atelier “J’écris des chansons dans mon lycée”. Le festival ouvre aux lycéens et apprentis de la région Champagne-Ardenne un atelier d’écriture animé pendant cinq jours par de jeunes artistes sélectionnés par l’association Voix du Sud /Rencontres d’Astaffort avec restitution du répertoire dans leur établissement et dans le cadre d’un concert découverte pendant le festival.
C'est aussi une ville qui chante dans tous les bars de Troyes avec les concerts du festival OFF OFF OFF.

## Déroulement
En ouverture, près de 700 collégiens deviennent choristes le temps d'une soirée (« L'Aube à l'unisson ») pour chanter quelques titres des invités. Un long travail est fourni de leur part depuis leur rentrée scolaire avec un CD de répétition ainsi que des partitions ; allant à plusieurs (3) répétitions ils sont fins prêts pour cet instant : « La chorale du chœur de l'Aube ». Un présentateur explique leurs parcours artistiques. Des chefs de chœur font chanter les 2 000 spectateurs des 2 concerts pour une soirée à l’unisson.
Tout au long de la semaine plusieurs concerts sont programmés dans l’ensemble de la ville. De nombreux artistes tels que M, Shaka Ponk ou encore Camille sont conviés par des artistes vedette au cours des années. En seconde partie de soirée les Afters commencent afin de faire durer les festivités jusqu'au petit matin.
Depuis maintenant une dizaine d’années, des concerts gratuits, dans les bars du centre-ville de Troyes, sont également proposés en co-production avec l’association Dixsonance. Ces concerts sont composés d’artistes en développement de la scène rock, pop, folk et électro dans le cadre des « Nuits OFF OFF OFF ».
Le clou du festival est un grand chœur composé d'environ 800 choristes amateurs réunis par l'association Chanson Contemporaine, qui interprètent les plus belles chansons des invités. Ils travaillent durant des mois aidés des fichiers MP3 d’apprentissage correspondant à leur voix et de partitions. Ils se retrouvent à Troyes la semaine du festival pour la mise en commun et suivre un atelier choral encadré par plusieurs chefs de chœur et harmonisateurs. Le festival existe depuis 1988, mais le grand choral n'est mis en place qu'à partir de 1993.
Une fois le festival terminé un coffret CD/DVD du Grand choral est disponible dans les mois qui suivent.

## Historique artistique

### Édition 1993 -Étienne Roda-Gil
avec Juliette Gréco - Joao Bosco - Nilda Fernandez - Princess Erika - Julien Clerc - Trio Esperança - Anna Prucnal - Jean-Louis Aubert - Tupi Nagô

### Édition 1994 -Maxime Le Forestier
avec Alain Souchon - Alain Bashung - Eddy Mitchell - Mambomania - Raymond Devos - Mano Solo - Les Mister Magoo - Jean-Claude Vannier - Philippe Lafontaine - Achille Tonic - Animal Wild - Les Pétrolettes - Dinrhabhabooze - Les Fils de Crao -Les Boderches - No One Is Innocent

### Édition 1995 -Luc PlamondonetMichel Berger
avec Gilles Vigneault - Renaud - Les Colocs - Catherine Lara - Sinclair - Hubert-Félix Thiéfaine - Thomas Fersen - Jannick Top - Serge Perathoner - Serge Hureau - Robert Charlebois - Les solistes de Starmania - Juliette - Jean-Jacques Vanier - Beau Dommage - Sales Sons - Spicy Box - Les Wampas - Les Clam's.

### Édition 1996Juliette GrécoetSerge Gainsbourg
avec France Gall - Zazie - Orphéon Célesta - Claude Luter - Maurane - Marka - Valérie Lemercier - Kent - Fred Blondin - Les Innocents - Dominique A - Jane Birkin - Rabeteau Desmons - Shake It - Les Nez Pales - Les Ejectés - Oneyed Jack - Les Têtes Raides

### Édition 1997 -William Sheller- «Rock’n Schubert»
avec La Tordue - Julien Clerc - Lacombe et Asselin - Enzo Enzo - Kent - Akademia - Khaled - Stephan Eicher - Françoise Pollet - Clarika - Miossec - Les sœurs Labèque - Michel Petrucciani - Gildas Arzel - Axelle Red - Pascal Comelade - Signes Particuliers - Tri Yann - Quatuor Parisii - Affaire Louis Trio - Orchestre Aubois des Jeunes

### Édition 1998 -Claude Nougaro- «débouche ses Nuits de Champagne»
avec Manau - Zebda - Fabulous Trobadors - José Van Dam -  Ray Barretto - Le Quatuor - Vents d'Est - Les Escrocs -  Bernard Lavilliers - Jehan - Allain Leprest -  Geoffroy Gobry -  Compagnie Lubat -  Golden Gate Quartet - Native - Bireli Lagrène Quartet - Richard Galliano Quartet - Fabrice Luchini -
Louis Bertignac - André Ceccarelli Quintet - Calypsociation - Didier Sustrac - Femmouzes T.

### Édition 1999 -Julien Clerc- «Musiques métisses»
avec Dolly - Pierpoljak - P 18 - Bush Chemists - Julien Clerc - Cesária Évora - Sergent Garcia - Chico Buarque - Youssou N'Dour - Femi Kuti - Louis Philippe - Tindersticks - Gilbert Bécaud - El Sikameya - Renaud - Jean-Louis Murat - Jean-Claude Vannier - Maxime Le Forestier - Didier Squiban - Familia Valera Miranda - Bruno Rigutto - Laure Favre-Kahn

### Édition 2000 -Francis CabreletAlain Souchon- «Corrida sentimentale»
avec M - Rita Mitsouko - Opus Tribu - Richard Desjardins -  Michel Jonasz - Corou de Berra -Thomas Fersen - Nolwen - Manu Lanvin - Paul Personne - Yannick Jaulin - Trio Sud- François-René Duchable - Pink Martini - Nérac/Guirec/Coste - Maurane - Vincent Baguian - Geoffrey Oryema - Sept Sets - Les Trapettistes - Mansour/Montrichard - Quintet Loïc Richard/Eric Prost - Totogo

### Édition 2001 -Charles Aznavour- «Swings de bohème»
avec Fonky Family - Lynda Lemay - La Rue Kétanou - Jacky Terrasson Trio - Mano Solo - Richard Bohringer - Bernard Dimey par H.Gougaud - Henri Salvador - Marc Perrone - Sanseverino - Richard Galliano / Eddy Louiss Duo - Richard Desjardins - François Béranger - Elise Boucher - Chanson Plus - Daniel Boucher - Nicolas Jules - Yannick Jaulin - Cheb Mami - Le Quatuor - Serge Hureau - Trio Esperança - Les Yeux Noirs - La Blonde et Moi - Les joueurs de Biques - Christian Maes Quintet - Monsieur Poli - Henri Cortom - BoloFossetTiboum - Jamait - Biréli Lagrène - Gipsy Project

### Édition 2002 -Laurent Voulzy- «Chœur grenadine»
avec Vocal Sampling - Gilles Servat - Angélique Kidjo - Alain Souchon - Bagad de Lann Bihoué - Laurent Voulzy - Jean-Louis Aubert - Nelson Veras et Magic Malik - Gilberto Gil - Moun Karayib - Vincent Delerm - Magma - Van Lévé - A Sei Voci - Loops - Trio Nova Bossa - Bacuno - Patchwork - Daniel Fernandez - Keren Ann - Raphaël - Al - La Zombie et ses bizons - Yan Linaar - Trio PSG - Kilembé - Soap N'Wishes - Quadrasonic

### Édition 2003 -Renaud- «Rebelle de Nuits»
avec Souad Massi - Mathieu Boogaerts - François Hadji-Lazaro - Renaud - Camille - Java - Bénabar - La Tordue - Jamait - The Dubliners - Roisin Dubh - Yves Desrosiers - Djivilli - I Muvrini - Mickey 3D - Marc Aymon - Alain Sourigues - Baaziz - Les Marmots - Salif Keita - Sam Alpha - Bastien Lallemant - King David - Trio Verdier/Bonnefon/Salinié - Les Ogres de Barback - Marcel dit "Dimey" - Vaguement la jungle - Psy 4 de la rime - Mama Kaya - Los Pouss Mégos - Taxi Brouss - Kiddam

### Édition 2004 -Maurane,Michel FugainetDaniel Lavoie- «Boire dans le même rêve»
avec Maurane - Corneille - Jeanne Cherhal - Suroît - Manu and co - Chanson plus bifluorée - Alain Sourigues - Mélanie O'Reilly - M- Daniel Lavoie - Ô Toulouse - Henri Demarquette - Jorane - Cesária Évora - Cali - Allain Leprest - Anne Sylvestre - Pierre Boddah - M. Poli - Zoé - Michaël Clément - Claire Joseph - Olivia Ruiz - Louis Chedid - Enzo Enzo Vicente Amigo - Marcio Faraco - Daniel Fernandez - Karpatt - Iguaçu - La Familia

### Édition 2005 -Michel Jonasz- «Bienvenue Mister Swing»
avec Raphael - Lili Cros - Bratsch - Bernard Lavilliers - Tiken Jah Fakoly - Tanguisimo - Jean-Jacques Milteau - Maxime Le Forestier - Susheela Raman - Stéphane Mondino - Captain Mercier - Marie Duratti - The Shirley Wahls Singers - William Sheller - Quatuor Stevens - Lucky Peterson - Cerino - Bazbaz - Arsène - Martin Rappeneau - Les Wriggles - Aldebert - Fabien Martin - Daguerre - Samarabalouf - Nouveau trio gitan - Zong - Jean-Yves D'Angelo - Les socquettes blanches - Cynthia Queenton - Alexandre Cavalière - Franck Cassenti - Maxime Perez - Dorothée Daniel - Caroll Ravoahangy - Eric Bargis

### Édition 2006 -BénabaretMichel Delpech- «Les choses de la vie»
avec Renan Luce - K - Vincent Delerm - Barbara Carlotti - Jean-Louis Aubert - Clarika - Éric Toulis - Lo'jo - Jean-Louis Trintignant - Yuri Buenaventura - Têtes Raides - Daguerre - Hubert-Félix Thiéfaine - Marie Cherrier - Omar et Fred - Gildas Thomas - Alexandre Tharaud - Joyeux Urbains - Gianmaria Testa - Catimini - Christophe Mali - Valérie Lagrange - Assurd - Davy Sicard - Le Manège Grimaçant

### Édition 2007 -Véronique Sanson- «Des Nuits sur son épaule»
avec Kaolin, Mr Roux, Mass Hysteria, Robinosn, Vanessa Paradis, Thomas Fersen, Bertrand Soulier, Yves Duteil, Zoé, Julie Rousseau, Rose, Laurent Voulzy, Sanseverino, Bjorn Berge, Ours, Moriarty, Michel Fugain, Maurane, Daniel Lavoie, Skye, Albert Magister, Tété, Kilembé, Trio Gershwin, Barcella, La Maison Teliier, Stephan Eicher, Chris Stills, Jaléo, Lola Bai, Daniel Fernandez, Blues de Méthylène, "Sanson Polyphonique"

### Édition 2008 -Bernard Lavilliers[3]- «On the road again»
avec Mademoiselle K, Les Fatals Picards, Tournelune, Tryo, Mino Cinelu, Raúl Paz, Fergessen, Desrose, Lau, Ramiro Musotto, Grim, Camille, Magyd Cherfi, Sacha, Huck, Simon Nwambeben, Francis Cabrel, Juliette, Horace Andy & Dub Asante Band, Bonga, Thomas Pitiot, Tcheka, Alain Bashung, David Greilsammer, Rouda, Mo'Kalamity, Cali, Daguerre, Troy Von Balthazar, Balbino Medellin, Roda Do Cavaco,

### Édition 2009 -Eddy Mitchell[4]- «Frenchy»
avec  Olivia Ruiz, Renan Luce, la Grande Sophie, Thomas Dutronc, Hugues Aufray, The Bewitched Hands on the top of our Heads, Gaspard LaNuit, Mustang, Naosol, Lisa Portelli, Eddy Louiss, NZZ Blues Band, Luc Bertin et les Mustélidés, Ali Harter, Marc-André Léger, Marie Dazzler, One Way, Charlie McCoy & Jean-Jacques Milteau, Jacques Haurogné chante Henri Salvador, Hugh Coltman, Alain Chamfort, Emily Loizeau, Eiffel, SOMA, Mintzkov, Rotor Jambreks...

### Édition 2010 -Louis Chedid[5]- «On ne dit jamais assez aux gens qu’on aime qu’on les aime»
avec Matthieu Chedid, Gaëtan Roussel, Jeanne Cherhal, Moriarty, Aldebert, Shirley et Dino, Sanseverino, Yodelice, Les Octaves, Lili Ster, Karimouche, Jérémie Kisling, Hey Hey My My, Chiche Capon, Lorenzo Sanchez, La Teuf, Diving with Andy, Lieutenant Nicholson, Bazbaz, Marc-André Léger, Albin de la Simone, Pierre Souchon, Carmen Maria Vega, Art Mengo, Gush, Idol, Baden Baden, Kid Bombardos, Garciopane, Janski Beats...

### Édition 2011 -Jean-Louis Aubert[6]- «Comme un accord»
avec  Bernard Lavilliers, Raphael, Asa, Femi Kuti, Catherine Ringer, Abd Al Malik, Paul Personne, Renan Luce, Pierpoljak, Skip the Use, Rover, Ladylike Lily, Boulbar, Norfolk A.C, Kissinmas, Ladylike Dragons, Green shape, Delbi, Dissonant Nation

### Édition 2012 -Maxime Le Forestier[7]- «L’écho des étoiles»
avec Laurent Voulzy - Shaka Ponk & Guests - Charlie Winston - Hubert-Félix Thiéfaine - Orelsan- Philippe Lafontaine - Juliette - Barcella - Alain Souchon - Camille - Brigitte - Stuck in the Sound - Studio Paradise - 77 Bombay Street - R.wan - Rover - Charles-Baptiste - June and The Soul Robberts - Overhead - Piano Chat - The Rambling Wheels - Mars Red Sky - John Does Unbelievable Suicide - This is The Hello Monster - Anything Maria Your Happy End - Fake Oddity - Phyltre

### Édition 2013 -Tryo[8]- «Quand la nuit devient blanche»
avec Vanessa Paradis - M - Pascal Obispo - BB Brunes - Alpha Blondy/Féfé - Thiecko - We Were Evergreen - Cabadzi - Loïc Lantoine - Gari Greu - Le Pied de la Pompe - La Femme - Dj Catman - Stephan Eicher - Jacques Higelin - Les Ogres de Barback - Ayo/Sly Johnson - Loïc Lantoine - Dj Alex - Dj Julien Drive - Dj Dr Peppa - Dj Noos - Pendentif - Part Time Friends - La Terre Tremble - Roscoe - Adam Wood - My Name is Nobody - Andromakers - Dead Rock Machine - Arch Woodman - Colt Silvers - L.E.J

### Édition 2014 - Hommage àJacques Brel- «Au suivant!»
avec Yves Jamait - Clarika - Pierre Lapointe - Zaz (chanteuse) - Renan Luce - Oldelaf - Le Soldat Rose 2 - Cats on Trees - Hollysiz - Maxime le Forestier - Bernard Lavilliers - Barbara Hendricks - Florent Marchet - Hommage à Allain Leprest - Julien Doré - Yodelice - Nasser - Pale Grey - Mellanoisescape - Minou - Birdy Hunt - Holy Two - Delamontagne - Hello Bye Bye - The Sophia Lorenians - Banquise - Kid Francescoli - Holly Youth - Marianne - Vertigo - the Blues Orphans - Sidy Gueye - "Petit Remix entre amis" - Julien Drive - Dj Noos

### Édition 2015 -Alain SouchonetLaurent Voulzy- «Pop Sentimentale»
avec Tri Yann - Carlos Núñez - Izia - Brigitte (groupe) - Maceo Parker - Selah Sue - Christophe Willem - Oxmo Puccino - Yael Naim - Michel Jonasz - Soprano (rappeur) - Melody Gardot - Hyphen Hyphen - Ok Choral - Julie Rousseau - Sianna - The Krooks - Diboum Afro Ratata - Nico'ZZ Band - La Declam' - Leon Phal Quartet - Petit Remix entre Amis - Disko Diskount - Alpes - Sin Tiempo - I Me Mine - Last Train - Baptiste W.Hamon - Lenparrot - Amarillo - Cliche - Alexis and the Brainbow - Bodybeat

### Édition 2016 -Pascal Obispo- «Symphonie et polyphonie»
avec Christophe (chanteur) - Asaf Avidan - L.E.J - Faada Freddy - Louise Attaque - Gainsbourg Symphonique - JP Manova - Natasha St-Pier - Michaël Gregorio - Stacey Kent - Mickey3d - Aldebert - Cyril Mokaiesh - Bei-jing - Balladur - DJ Mo4n4 -Dubtribu Records - Remo - Bab el west - Lescop - Gustine - Marc Desse - Rémi Parson - Le Colisée - Black Bones - Sarah Maison - After the bees - Boys and Lilies - Big Junior - Norma - Caandides - Agar Agar

### Édition 2017 - Hommage àBarbaraetWilliam ShelleravecJuliette ArmanetetEmily Loizeau- «Nos plus belles histoires d'amour»
avec Raphael - Vincent Delerm - Olivia Ruiz - Tryo - Camille (chanteuse) - Keziah Jones - Calypso Rose - Patrice Bart-Williams - Frànçois and The Atlas Mountains - Black Bones - A-vox - Therapie Taxi - Yalta Club - Holy Two - Laura Sauvage - John & the Volta - T/O - Nazca - Sapritch - Julien Granel - Clara Luciani - Eddy de Pretto - Claire Faravarjoo - Maud Octalinn - Génial au Japon - Be4t Slicer - Michel Cloup - Draumr - Famonty

### Édition 2018 -Francis Cabrel,Bob DylanetFred Pellerin- «Le Souffle des Guitares»
avec Orelsan - Étienne Daho - Eddy de Pretto - Nolwenn Leroy - Juliette (chanteuse) - Bernard Lavilliers - Louane - Youn Sun Nah - Feu! Chatterton - Laurent Lamarca - Thomas Pitiot - Staff - Oldelaf - Gaël Faure - Sarclo - Thousand - Loki Starfish - Claire Faravarjoo - Bourjoy - Rouge Congo - Nanna Volta - MNNQNS - Marlin - Luni - Juicy - Princess Thailand - Gothking - The Slow Sliders - Caesaria - Niki Niki - Yeast - Uto - Isaya - Born Idiot - The Blind Suns - Basile de Manski - Thé Vanille

### Édition 2019 -Marc Lavoine,Les InnocentsetCamélia Jordana- «Love qui peut»
avec Véronique Sanson - Zazie - Lomepal - Catherine Ringer - Grand Corps Malade - Maxime Le Forestier - Dianne Reeves - Radio Elvis - Alex Beaupain

### Edition 2024[9]-Bernard Lavilliers,Tiken Jah Fakolyet Bonbon Vodou «Bal tropical»[10]
Avec Alain Souchon - Ours Souchon - Pierre Souchon - Ibrahim Maalouf - Angélique Kidjo - MC Solaar – Raphaël – Dionysos - Hervé - Barbara Pravi